# Lars Ramsten
Lars Hugo Daniel Ramsten, född 24 oktober 1924 i Norrköpings Hedvigs församling, Östergötlands län, död 11 maj 2009 i Stora Kopparbergs församling, Dalarnas län, var en svensk radioprofil och TV-medarbetare.

## Biografi
Ramsten var son till pastorsadjunkten Enoch Ramsten (1894–1960) och dennes hustru Ellen Törnqvist (1895–1969).
Efter akademiska studier i Uppsala började Ramsten att arbeta som tidningsjournalist bland annat på Norrköpings tidningar. År 1950 började han arbeta på AB Radiotjänst för nyhetsredaktionen och Dagens Eko på Kungsgatan 8 i Stockholm.
År 1961 blev ett av hans reportage mycket omtalat. Som civil passagerare i ett militärt jaktplan av typ J32B Lansen som kolliderade med ett jaktplan av typ J34 Hawker Hunter räddade han sig genom att skjuta ut sig ur planet och landade med fallskärm.
År 1963 flyttade Ramsten till Falun med uppdraget att utveckla radio- och TV-verksamheten där. Han byggde upp sin egen redaktion och ledde arbetet med att skapa Gävledala-distriktet. År 1975 återgick Ramsten till journalistiken och blev  producent och programledare i både radio och TV.
Den 26 juli 1979 var Lars Ramsten tillsammans med kollegan Gunnar Nilsson från SVT Falun värdar för Sommar i P1.

### Familj
Ramsten gifte sig den 23 augusti 1947 med socionom Grete Bäckman (1923–2013). Paret hade två döttrar och en son.